# Teodor Coman
Teodor Coman (n. 24 septembrie 1928 – d. 1996, București, România), de profesie mecanic, a fost un lider comunist român, membru de partid din 1953. Teodor Coman a fost deputat în Marea Adunare Națională în sesiunile din perioada 1969 - 1989. Teodor Coman fost membru al CPEX al PCR, ministru de interne în perioada 18 martie 1975 - 4 septembrie 1978 și membru în Consiliul Apărării RSR. În perioada 1986 - 1989, Teodor Coman a fost ambasador în Regatul Hașemit al Iordaniei.

## Distincții
- Ordinul Muncii clasa a II-a (10 iulie 1965) „pentru merite deosebite în realizarea sarcinilor prevăzute în Directivele celui de al III-lea Congres al Partidului Muncitoresc Român”[3]
- Ordinul „Tudor Vladimirescu” clasa a IV-a (25 decembrie 1967) „pentru merite deosebite în opera de construire a socialismului, cu prilejul celei de-a XX-a aniversări a proclamării Republicii”[4]
- Ordinul „23 August” clasa a III-a (4 mai 1971) „cu prilejul aniversării a 50 de ani de la constituirea Partidului Comunist Român, [...] pentru merite deosebite în opera de construire a socialismului”[5]